# Johannes Ries
Johannes Ries (* 9. Juli 1887 in Elversberg; † 3. Januar 1945 im KZ Dachau) war ein deutscher römisch-katholischer Priester und Widerstandskämpfer gegen den Nationalsozialismus.

## Leben
Johannes Ries besuchte von 1902 bis 1906 das Gymnasium in St. Ingbert und von 1906 bis 1909 das Gymnasium in Speyer, wo er auch sein Abitur ablegte. Von 1909 bis 1914 studierte er Philosophie und Theologie im Priesterseminar Trier. 1914 wurde er zum Priester geweiht und arbeitete als Kaplan in Uchtelfangen, Waldbreitbach und Losheim am See.
1923 wurde er zum Leiter einer Pfarrgemeinde in Arzfeld ernannt. Dort kam er ab 1933 in Konflikt mit der örtlichen NSDAP-Führung, da er sich weigerte, an einer nationalen Feier teilzunehmen. Im Gegenzug wurden ihm dafür Pfarrfeste untersagt.  Ebenso verweigerte er die Beflaggung bei der Beerdigung eines Gauleiters. Insgesamt gab es in den Jahren 1936 bis 1938 14 Anzeigen gegen Ries wegen Verstoßes gegen das Heimtückegesetz. Am 25. März 1937 wurde er offiziell durch den Regierungspräsidenten verwarnt.
Als Ries sich 1937 weigerte, die Jugendarbeit seiner Gemeinde in nationalsozialistische Hände abzugeben, versuchten die Nazis ihn als Pädophilen hinzustellen. So wurde er beschuldigt, sich an drei Schulmädchen vergangen zu haben. Die Zeugenaussagen hielten jedoch einer Untersuchung nicht stand.
1942 ließ Ries einen französischen Kriegsgefangenen in einer Kapelle ein Messopfer feiern. Dafür wurde er wegen Feindbegünstigung angeklagt. Bei einer Hausdurchsuchung wurden Briefe gefunden, die Zweifel an dem Endsieg ausdrückten und die er an Soldaten an der Front gerichtet hatte. Er wurde zunächst nach Trier in Untersuchungshaft gebracht und später im KZ Dachau inhaftiert, wo er am 3. Januar 1945 verstarb.

## Gedenken

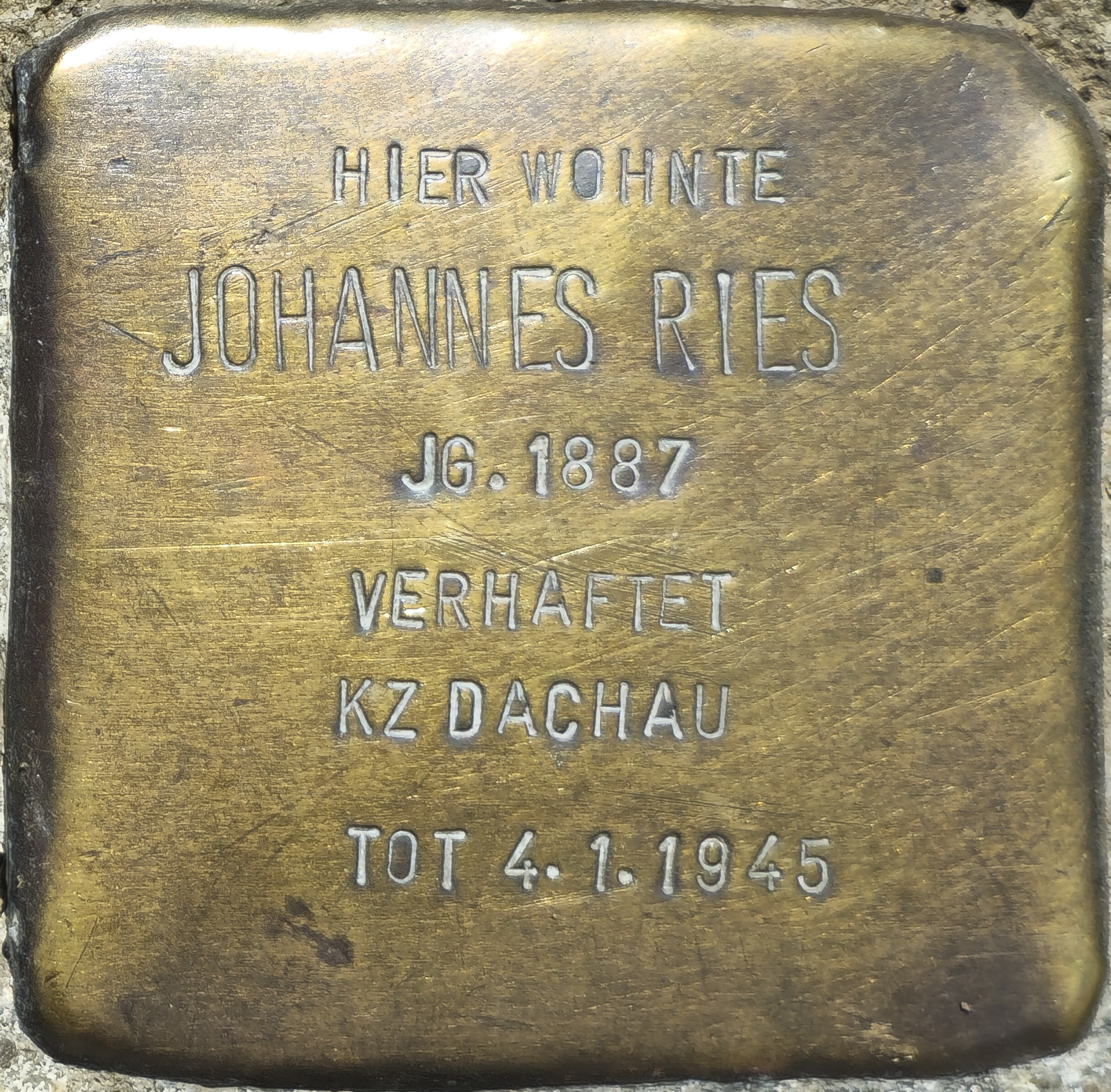
Stolperstein in Trier, Jesuitenstraße 13

- In Elversberg wurde 1967 eine Straße nach ihm benannt (Pfarrer-Ries-Straße).[1]
- In der Pfarrgemeinde Arzfeld wurde im Altarraum der Kirche eine Gedenktafel angebracht.[2]
- Eine weitere Gedenktafel wurde 2003 in der Herz-Jesu-Kirche von Elversberg aufgestellt. Diese wurde am 25. Juli 2003 von Bischof Reinhard Marx geweiht.[3]
- Die katholische Kirche hat Pfarrer Johannes Ries im Jahr 1999 als Glaubenszeugen in das deutsche Martyrologium des 20. Jahrhunderts aufgenommen.